# Crioprosopus magnificus
Crioprosopus magnificus är en skalbaggsart som först beskrevs av Leconte 1875.  Crioprosopus magnificus ingår i släktet Crioprosopus och familjen långhorningar. Inga underarter finns listade i Catalogue of Life.